# Outlive
Outlive è l'ottavo album in studio del gruppo heavy metal statunitense Demon Hunter, pubblicato nel 2017.

## Tracce
1. Trying Times – 2:23
2. Jesus Wept – 2:44
3. Cold Winter Sun – 3:25
4. Died in My Sleep – 4:43
5. Half as Dead – 4:00
6. Cold Blood – 4:25
7. One Step Behind – 5:09
8. Raining Down – 3:44
9. The End – 4:39
10. One Less – 3:24
11. Patience – 5:19
12. Slight the Odds – 6:01

## Formazione
- Ryan Clark – voce
- Patrick Judge – chitarra
- Jeremiah Scott – chitarra
- Jon Dunn – basso
- Timothy "Yogi" Watts – batteria